# Kanafeh
Il knafeh o knafe (in arabo: كُنافة, [kʊˈnaːfa], in arabo levantino: [ˈknaːfe]) (anche con numerose grafie alternative) è un dolce tradizionale mediorientale a base di pasta a fili sottili, o in alternativa pasta di semolino, imbevuta di sciroppo dolce a base di zucchero e tipicamente stratificato con formaggio o con altri ingredienti come kaymak o noci, a seconda della regione. È popolare nel mondo arabo, in particolare nel Levante e in Egitto, e specialmente in Palestina. Inoltre, si trovano varianti in Turchia, Grecia e Balcani, così come nel Caucaso. In arabo, kanafeh (anche knafeh, kunafa o ortografia simile) può riferirsi alla pasta filata stessa o all'intero piatto da dessert. In turco, la pasta a fili è nota come tel kadayıf e il dessert a base di formaggio che la utilizza come künefe. Nei Balcani, la pasta triturata è nota anche come kadaif, e in Grecia come kataifi, ed è la base di vari piatti dove essa viene arrotolata o disposta in strati, tra cui dolci da dessert con noci e sciroppi dolci.
Una delle versioni più note del knafe è il Knafeh Nabulsiyeh, che ha avuto origine nella città palestinese di Nablus, ed è il dessert palestinese più rappresentativo e iconico. Il Knafeh nabilsiyeh utilizza un formaggio bianco in salamoia chiamato nabulsi. Esso viene preparato in un grande piatto rotondo e poco profondo; il dolce viene inoltre colorato con colorante alimentare arancione e talvolta guarnito con pistacchi tritati.

## Etimologia
La parola araba kunāfah (arabo: كنافة) deriva dalla parola copta egiziana kenephiten, che denota un pane o una torta. I primi attestati si trovano nelle storie egiziane della raccolta di novelle Alf laylaẗ wa-laylaẗ, Le mille e una notte. Secondo un'altra ipotesi la parola proviene da una radice semitica con un significato di lato o ala, dall'arabo kanafa, che significa fiancheggiare o racchiudere. Secondo l'etimologo Sevan Nişanyan, la parola turca tel kadayıfı (pancake a stringa o crêpe a stringa), che si riferisce alla pasta simile ai vermicelli usata nel knafeh e in altri piatti, si basa sulla parola araba qatayif (un pancake o crêpe), e appare al più tardi nel 1501 in un dizionario turco-persiano.

## Storia

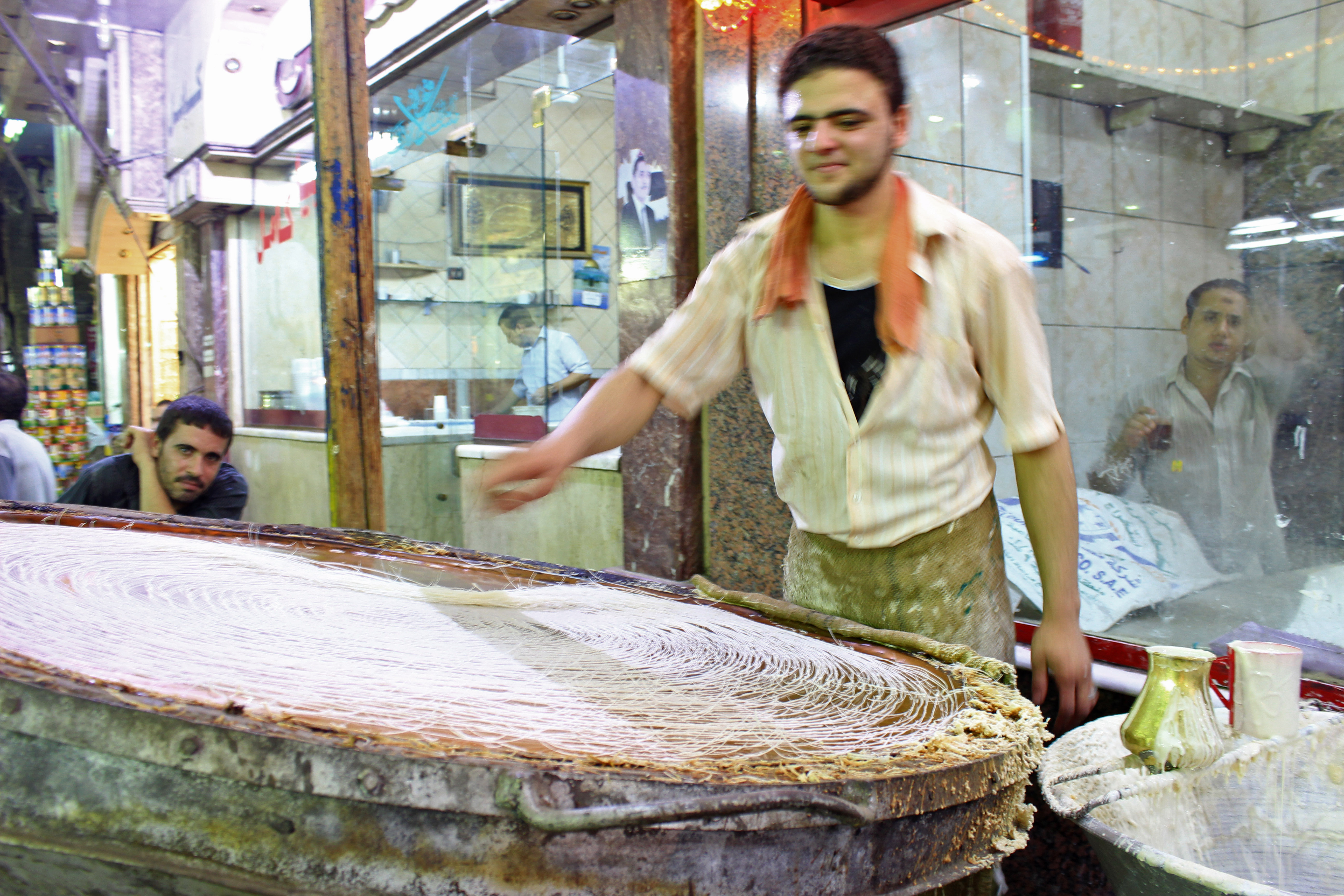
Produzione tradizionale di kunafa al Cairo

Una storia comune che si racconta su questo piatto è che esso sarebbe stato creato e prescritto dai medici per soddisfare la fame dei califfi durante il Ramadan. Si dice che questo fosse accaduto nell'Egitto dei Fatimidi, o nel califfato omayyade in Siria. Si dice anche che sia stato menzionato per iscritto già nel X secolo e che sia di origine fatimide. Tuttavia, i piatti citati nei testi storici non sono necessariamente gli stessi delle versioni moderne del knafeh.
Il Kitab al-Tabikh ("Libro dei piatti") del X secolo di Ibn Sayyar al-Warraq, una raccolta di ricette arabe e persiane e consigli alimentari dei califfi abbasidi, non menziona né la parola kunāfah, né una descrizione del piatto come è noto oggi. Tuttavia, esso contiene un capitolo sui dessert preparati con un dolce a esso collegato, il qatāyif (che significa crêpes), da cui derivano la parola turca kadayıf e quella greca kataïfi. In una ricetta, i qatāyif sono ripieni di noci, fritti e conditi con sciroppo di miele e zucchero, che è sostanzialmente invariato nella versione odierna. Sono anche descritte grandi crêpe sottili simili a un tessuto, chiamate ruqāq, cotte su un foglio di metallo rotondo chiamato tābaq, inframmezzate con strati di frutta e inzuppate nello zucchero.
L'anonimo del XIII secolo Kitab al tabikh fi-l-Maghrib wa-l-Andalus ("Libro dei piatti del Maghreb e Al-Andalus") usa la parola kunāfa per descrivere una crêpe fatta con una pastella sottile su una padella indiana o "specchio" (il tābaq) e dice che equivale al ruqāq. Fornisce anche una ricetta per il Qatāyif abbaside (le crêpes che si chiamano musahhada in Al-Andalus), che usa la stessa pastella, ma il kunāfa è più sottile, "come un tessuto sottile". Esso fornisce inoltre una serie di ricette di dessert per il kunāfa, dove le crêpes sono servite a strati con formaggio fresco, cotte al forno e condite con miele e sciroppo di rose; o tagliato a brandelli della dimensione di foglie di rose e cotto con miele, noci, zucchero e acqua di rose.
Ibn al-Jazari racconta di un ispettore dei mercati del XIII secolo che attraversava Damasco di notte, garantendo la qualità di kunāfa, qatā'if e altri alimenti associati al Ramadan, durante il periodo mamelucco.
Nel tardo medioevo fu creata una nuova tecnica, con una pastella sottile sgocciolata sulla lamina di metallo da un contenitore perforato, creando fili simili a capelli. Una traduzione turca ottomana della metà del XV secolo del Kitab al-Tabikh di Muhammad bin Hasan al-Baghdadi aggiunse diverse nuove ricette dell'epoca, tra cui una per questo kadayif, sebbene non specifichi da dove provenga. Questa divenne la base per il moderno kunafa / knafeh. Esso viene fritto con burro e utilizza ripieni o guarnizioni come noci, formaggio zuccherato o kaymak mescolati con acqua di rose e zucchero. Il dolce si diffuse dalle territori arabe ai paesi limitrofi, tra cui l'Iran e la Grecia, e alla Turchia, dove la pasta a stringa stessa è nota come tel kadayıf ("crêpes a stringa"), utilizzata anche in dolci affini come il dolma kadayif.

## Preparazione
Esistono molti tipi di knafeh:

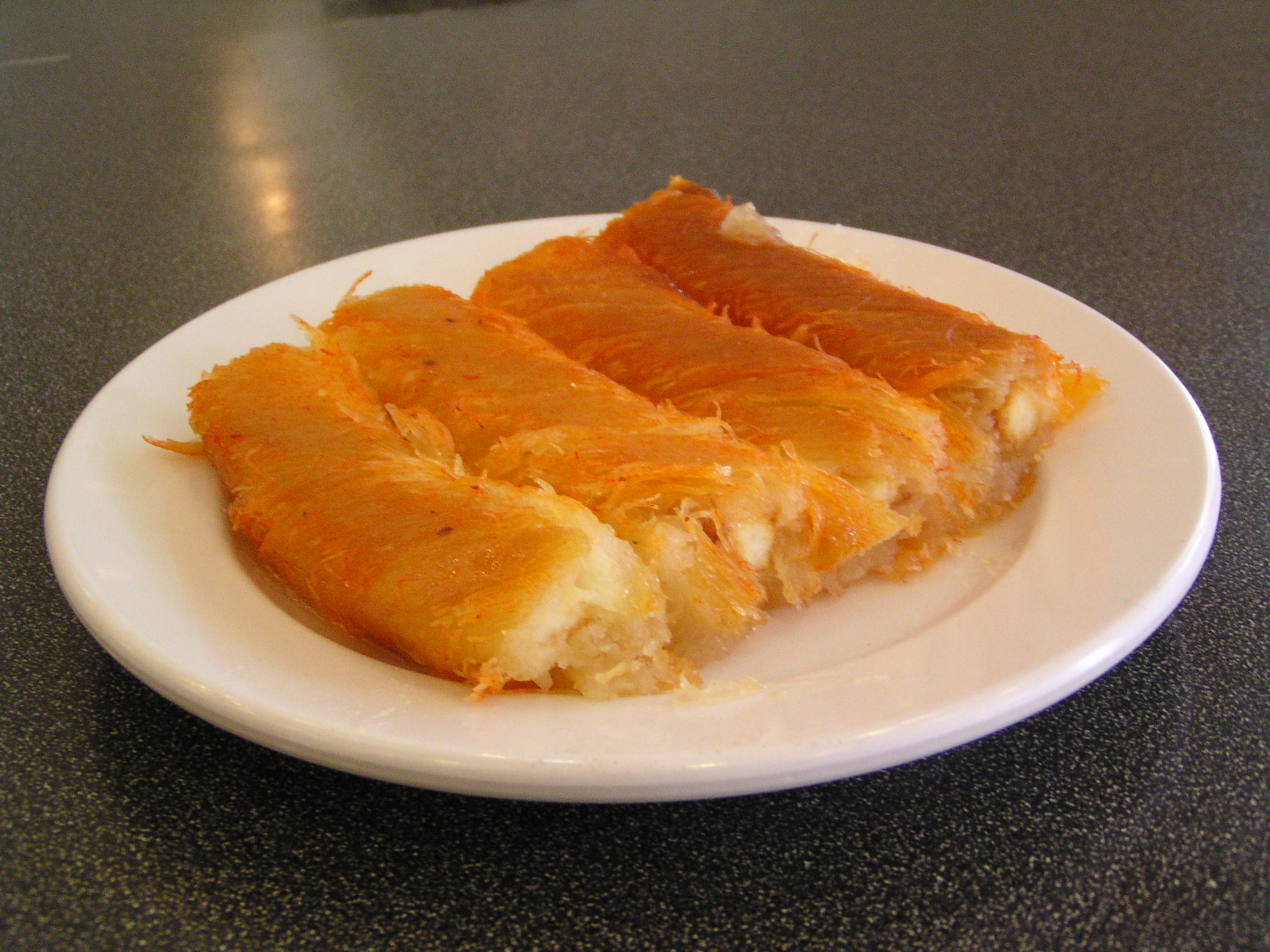
Knafeh mbrwma ("accoppiato")

- khishnah (in arabo  خشنة‎?, ruvido): crosta composta da fili lunghi e sottili.
- na'ama (in arabo  ناعمة‎?, fino): pasta di semolino.
- mhayara (in arabo  محيرة‎?, misto): una miscela di khishnah e na'ama.
- mbrwma (in arabo  مبرومة‎?, intrecciato): è preparato con fettucce.

La pasta viene riscaldata con burro, margarina, olio di palma o tradizionalmente semneh e quindi spalmata con formaggio bianco morbido, come il formaggio Nabulsi, e sormontata da altra pasta. Nel knafeh il formaggio viene arrotolato nella pasta. Durante gli ultimi minuti di cottura viene versato sulla pasta un denso sciroppo di zucchero, acqua e alcune gocce di acqua di rose o di fiori d'arancio. Spesso lo strato superiore di pasta è colorato con colorante alimentare rosso (un escamotage moderno, invece di cuocerla per lunghi periodi di tempo). I pistacchi schiacciati sono cosparsi sopra come guarnizione.

## Varianti

### Knafeh Nabulsieh

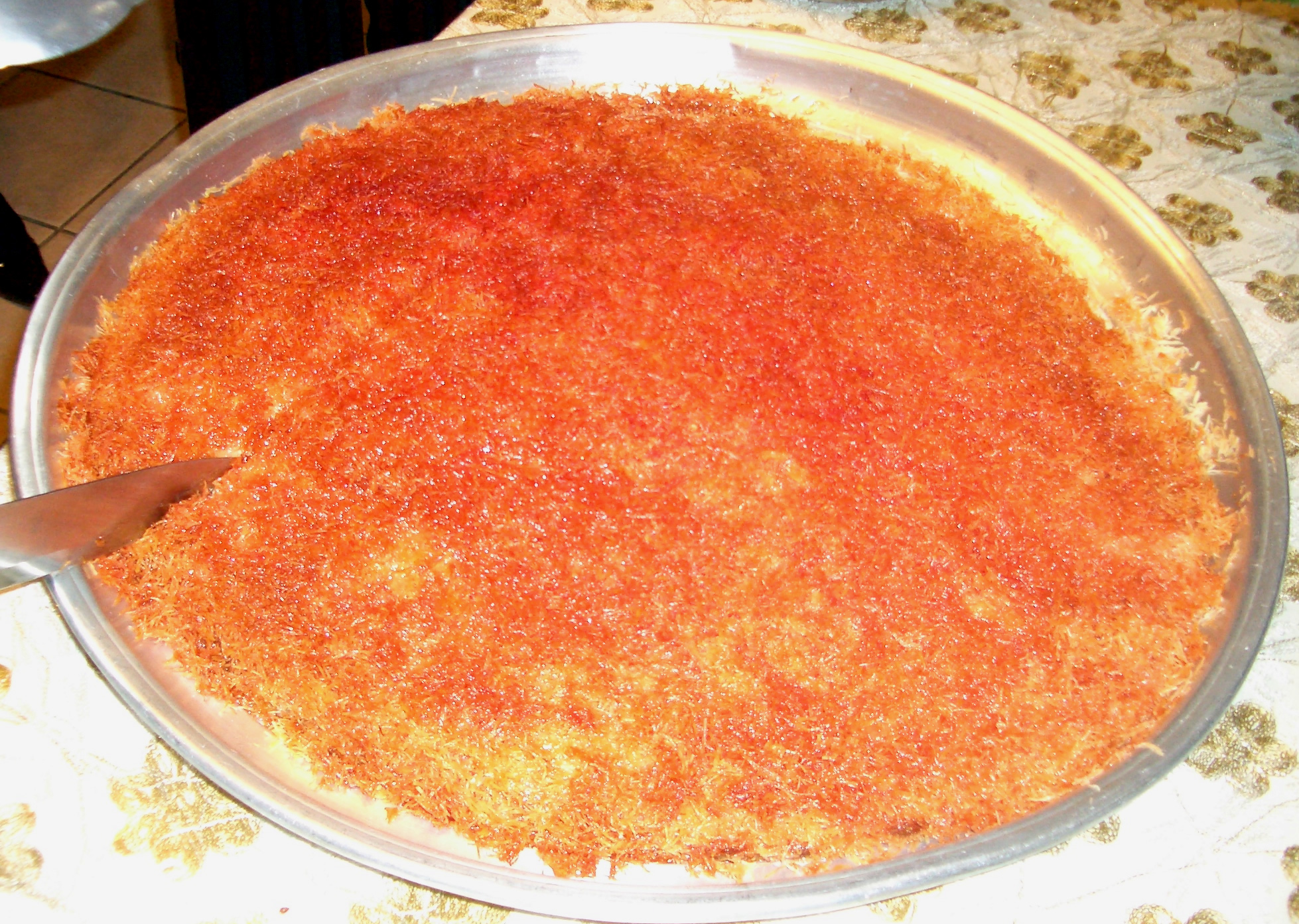
Un siniyyeh (vassoio) di Kanafeh

Il Knafeh Nabulsieh nacque nella città palestinese di Nablus, da cui il nome Nabulsieh. Nablus è ancora rinomata per il suo knafeh, che consiste in formaggio bianco dolce con una superficie di grano triturato ricoperta da sciroppo di zucchero. Nel Levante e in Egitto, questa variante del knafeh è la più comune.

### Kadayıf e künefe

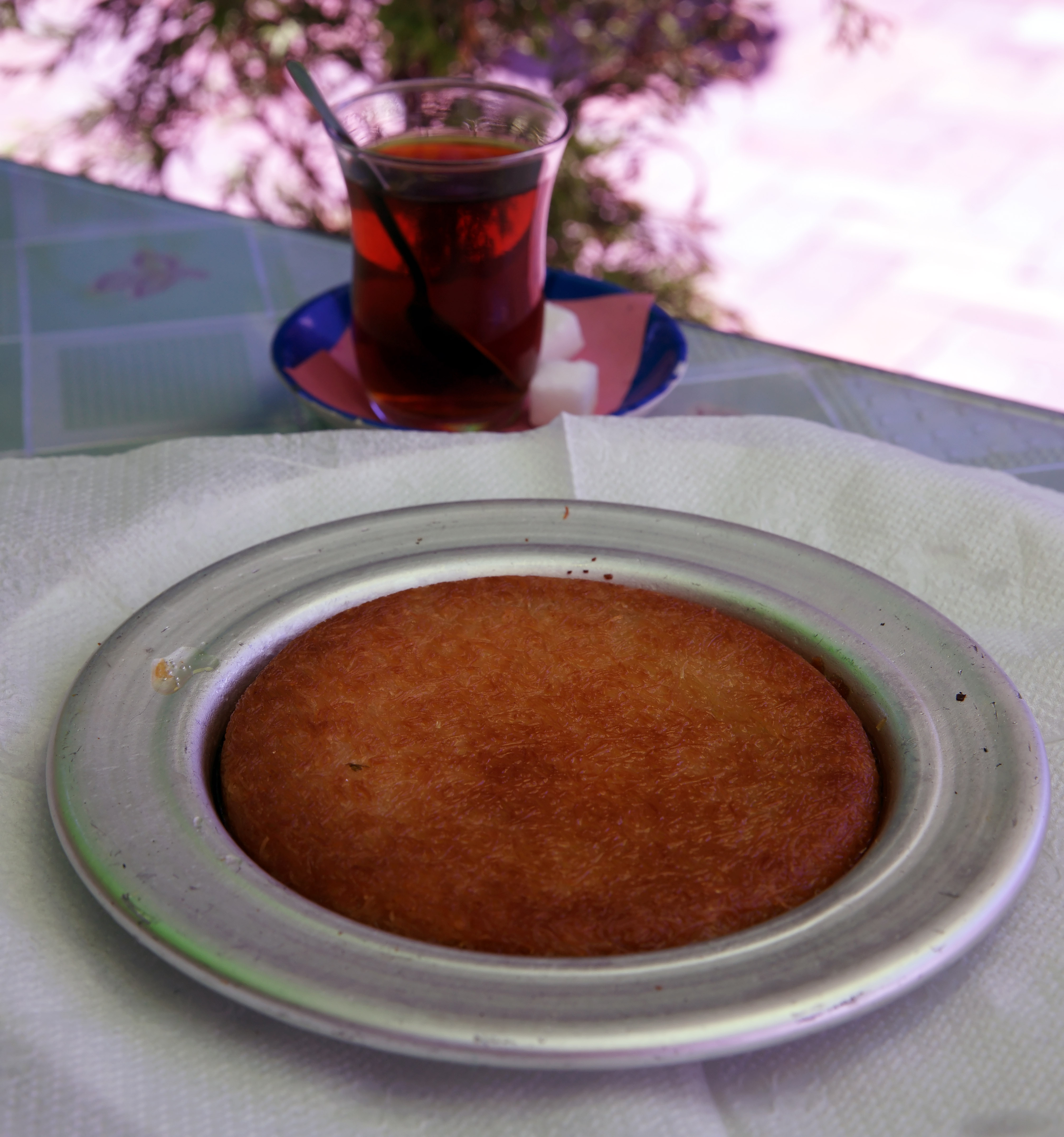
Künefe turco con tè turco

Nella provincia di Hatay in Turchia, che un tempo faceva parte della Siria e ha una grande percentuale di popolazione araba, il dolce si chiama künefe e i brandelli a forma di filo si chiamano tel kadayıf. Nel ripieno viene utilizzato un formaggio semi-morbido come Urfa peyniri (formaggio di Urfa) o Hatay peyniri (formaggio dell'Hatay), fatto di latte crudo. Nel preparare il künefe, il kadayıf non viene arrotolato attorno al formaggio; invece, il formaggio viene inserito tra due strati di kadayıf a fili. Viene cotto in piccoli piatti di rame, quindi servito molto caldo imbevuto in uno sciroppo con panna rappresa (kaymak) e condito con pistacchi o noci. Nella cucina turca esistono anche lo yassı kadayıf e l'ekmek kadayıfı, nessuno dei quali è fatto di brandelli a forma di filo.

### Riştə Xətayi
Questo tipo di variante azera viene preparato a Tabriz, in Iran. Il Riştə Xətayi è costituito da brandelli filiformi intrecciati ed è tipicamente cotto durante il Ramadan nel bazar coperto di Tabriz, il più grande del mondo. È composto da noci tritate, cannella, zenzero, polvere di rose, zucchero, acqua, acqua di rose e olio d'oliva.

### Kadaif
In questa variante, chiamata anche καταΐφι (kataïfi) o κανταΐφι (kadaïfi) in greco, i fili sono usati per fare varie forme di pasticcini, a forma di tubi o nidi di uccelli, spesso con un ripieno di noci tritate come nel baklava.

## Record del mondo
Il piatto più grande al mondo di questo dessert è stato prodotto ad Antakya, in Turchia, nel 2017. Il vassoio di künefe misurava 78 metri di lunghezza e pesava 1550 chilogrammi. Un precedente tentativo di record è stato effettuato dalla rivale Nablus nel 2009, con un vassoio da 75 metri, del peso di 1.350 chilogrammi. Nessuno dei due tentativi è stato ufficialmente validato come nuovo record; secondo il sito web del Guinness World Records, non esiste un detentore corrente del record per il titolo.

## Galleria d'immagini

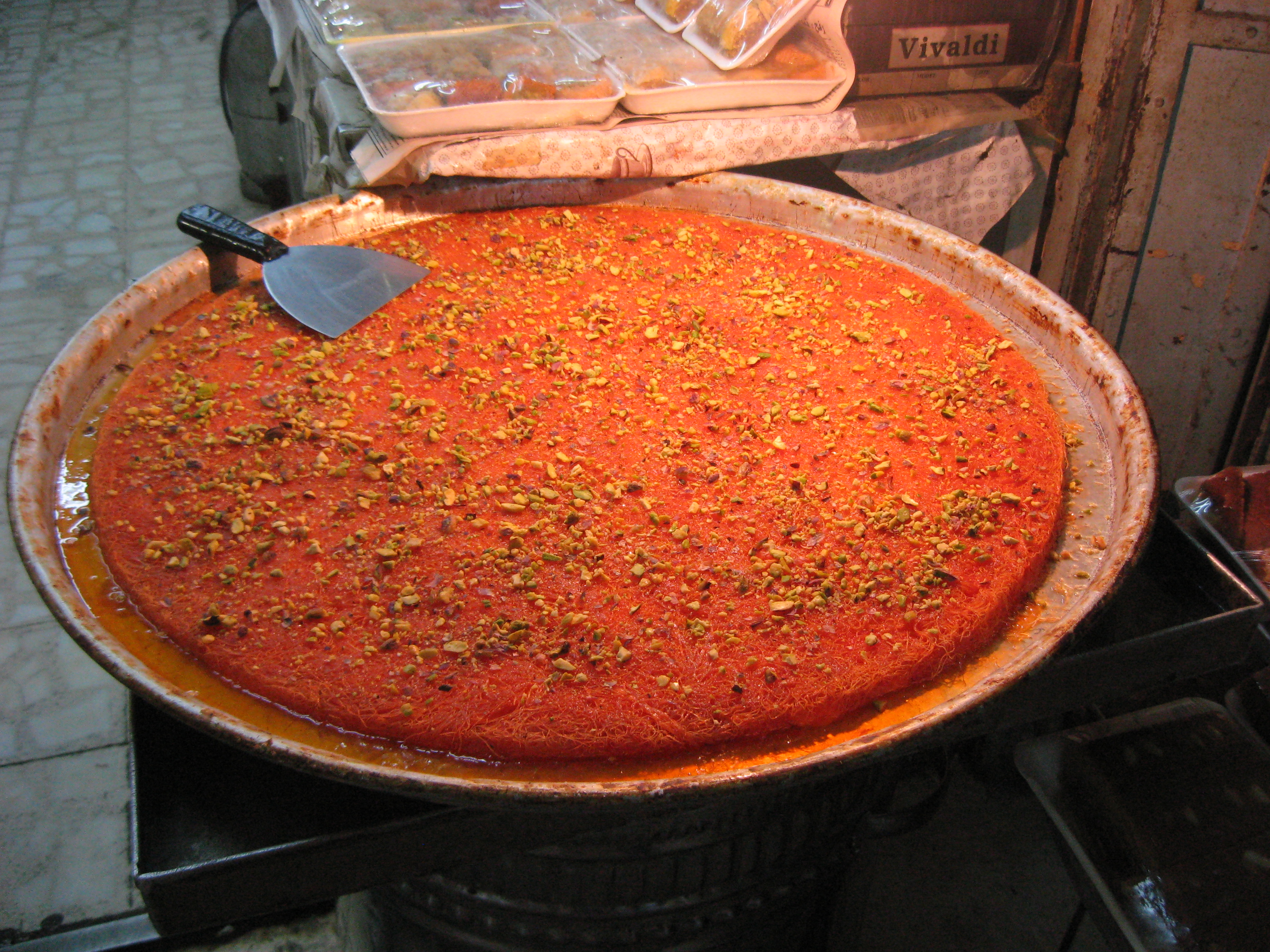
Knafe a Gerusalemme
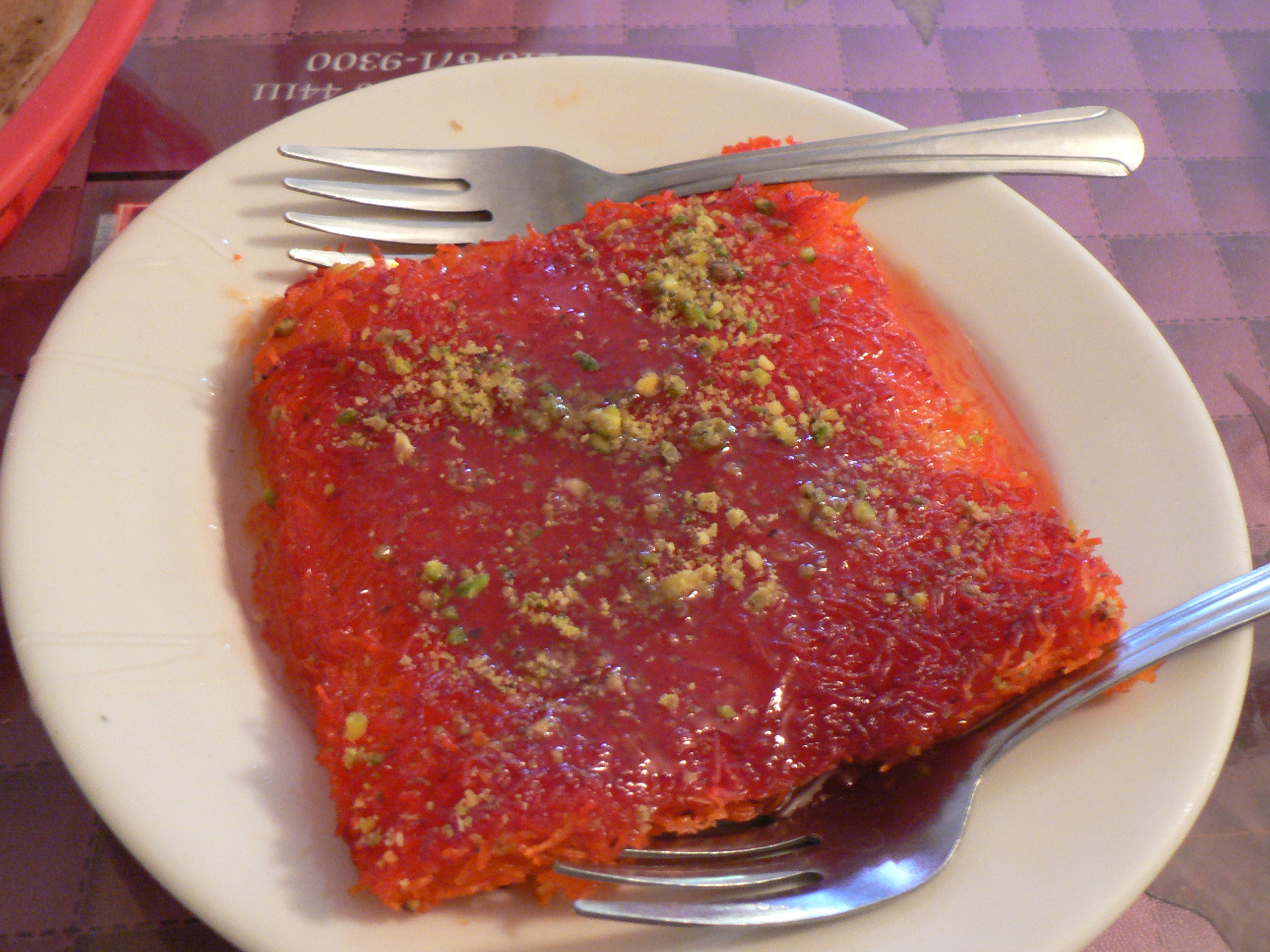
Knafe (na'ama)  fine
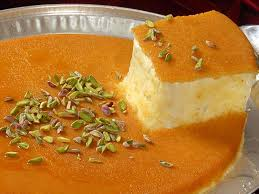
Knafeh Nabulsieh
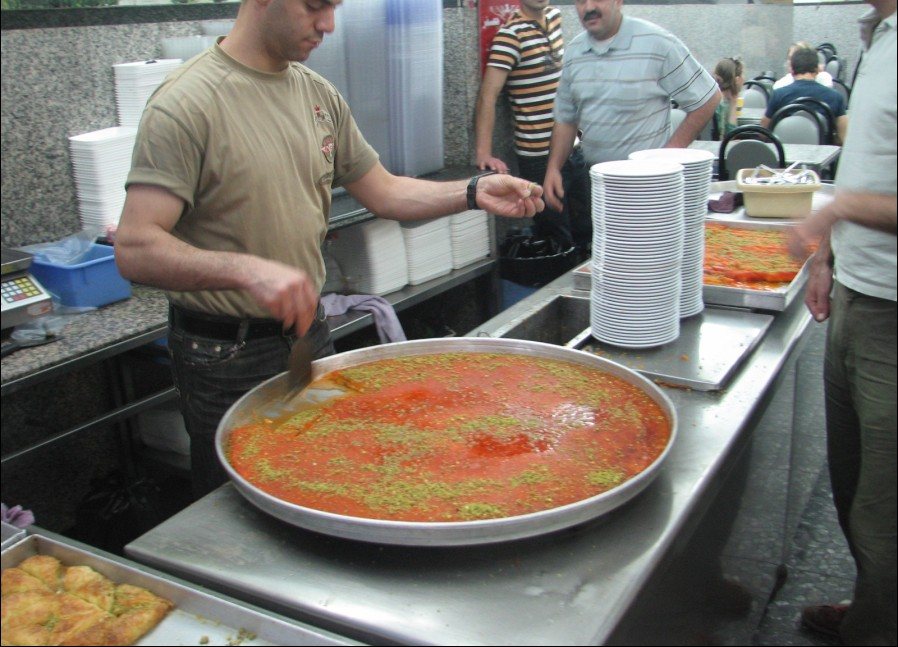
Negozio di Knafe a Gerusalemme est
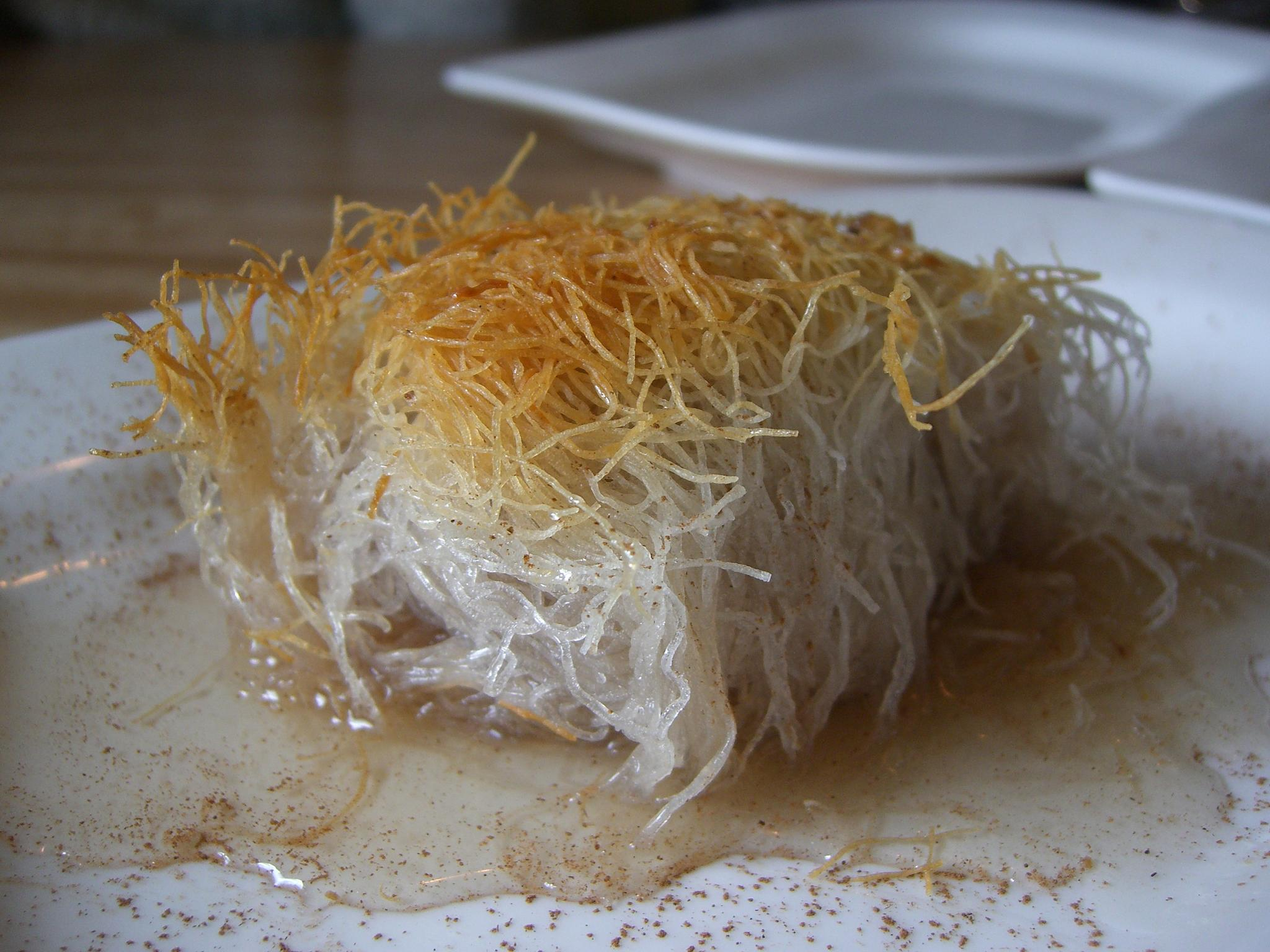
kadayıf turco